# Jerry Falwell
Jerry Falwell, född 11 augusti 1933 i Lynchburg, Virginia, död 15 maj 2007 på samma plats, var en amerikansk baptistpredikant, fundamentalistisk debattör och affärsman. Han var en av de främsta företrädarna för den kristna högern i USA och grundare av The Moral Majority, en konservativ kristen politisk rörelse som bland annat aktivt stödde Ronald Reagan i 1980 års presidentval.

## Uppväxt och tidigt liv
Jerry Falwell och hans tvillingbror Gene var de yngsta barnen i familjen. Hans far var Carey Falwell, en mångsysslare som hade lyckats skapa en bekväm tillvaro för sin familj som hade det gott ställt. Carey, som var agnostiker, blev alkoholiserad efter att i självförsvar ha skjutit och dödat sin bror Garland. Detta ledde till att han drabbades av skrumplever, men strax innan han dog ska han ha omvänts till kristendomen. Jerrys mor, Helen Falwell, var starkt troende kristen som försökte få sina söner att gå i kyrkan, vilket de dock inte hade något intresse av. Helen brukade också spela kristna radioprogram för barnen och efter en av de många gånger han hört predikan på radio, ska Falwell en dag i februari 1952 ha känt ett behov av att besöka en kyrka. Tillsammans med ett par medlemmar i det ungdomsgäng han tillhörde åkte de till Park Avenue Baptist Church i Lynchburg, där Jerry blev pånyttfödd kristen. Pianist i kyrkan var Macel Pate, som kom att bli hans fru. De fick tre barn, Jerry Jr, Jean Anne (Jeannie) och Jonathan.

## Verksamheter

### Thomas Road Baptist Church
Falwell tog examen från Baptist Bible College i Springfield, Missouri 1956. Samma år grundade han Thomas Road Baptist Church, med sig själv som pastor, i Lynchburg, Virginia, den ort som sedan var basen för hans rörelse. Församlingen bestod från början av runt 35 personer men växte snabbt efter en dörrknackningskampanj och radio- och TV-program i Lynchburg. Idag är kyrkan en så kallad megakyrka med runt 20 000 medlemmar. Församlingen tillhör Southern Baptist Convention.  Efter Falwells död har hans son, Jonathan Falwell, tagit över rollen som pastor.

### Liberty University

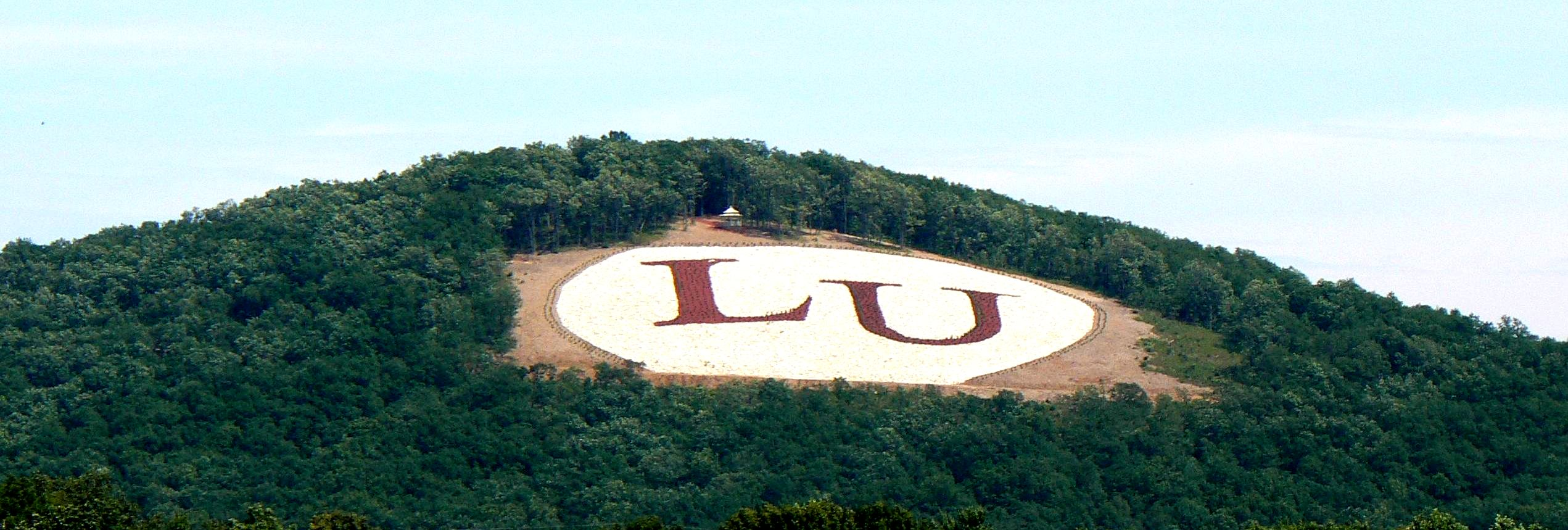
Liberty Universitys logotyp på en kulle i Lynchburg.

Upprörd över att bön och bibelstudier tagits bort från offentliga skolor beslutade Falwell 1967 att grunda en egen skola, Lynchburg Christian Academy, som ursprungligen bestod av förskoleklass och första klass men snart undervisade upp till femte klass. Senare beslöt Falwell att starta ett college. 1971 grundade han, med hjälp av Elmer L. Towns, Lynchburg Baptist College, som senare bytte namn till Liberty Baptist College och slutligen till Liberty University. Studenter lockades med en studieresa till Israel och första året lockade man 154 studenter. Med hjälp av donationer kunde man snart köpa ett stycke mark och bygga ett riktigt college för tusentals studenter. Liberty överlevde några ekonomiskt svåra år under 1980- och 1990-talen och i början av 2010-talet hade man runt 12 200 bofasta studenter.

### Moral Majority
Efter att USA:s högsta domstol beslutat i målet Roe mot Wade, för fri abort, gav sig Falwell in i politiken och anordnade möten under parollen "I love America!". Så småningom samlade han ett stort antal religiösa ledare och grundade 1979 organisationen Moral Majority, som bland annat gav sitt stöd till Ronald Reagan i presidentvalet 1980. Falwell mobiliserade genom Moral Majority USA:s kristna höger. Moral Majority enade evangelikaler och fundamentalister till att bli en av de mest inflytelserika opinionsbildarna i USA, men de flesta delstatskontoren var "inte mycket mer än en separat telefonlinje i en pastors kontor". Moral Majority upplöstes 1989.

## Kontroverser
Falwell har många gånger varit kontroversiell. Han var för rasåtskillnad under 1950- och 1960-talen. Falwells fru menar att det var en vanligt förekommande åsikt i Virginia på den tiden och att Falwell var allt annat än rasistisk och välkomnade svarta i sin kyrka. Under senare tid debatterade han för ett övergivande av offentliga skolor och ansåg att kyrkan skulle ersätta dessa.  
Herrtidningen Hustler stämdes av Falwell för en parodisk annons som handlade om honom, en process som han till slut förlorade i högsta instans, USA:s högsta domstol, år 1988. Händelsen skildras i Miloš Formans film Larry Flynt - skandalernas man. Falwell blev senare god vän med Hustlers ägare, Larry Flynt.
1994 marknadsförde Falwell en videodokumentär, The Clinton Chronicles: An Investigation into the Alleged Criminal Activities of Bill Clinton, i vilken Bill Clinton hävdas inblandad i en mordkonspiration och kokainsmuggling. Uppgifterna har visats vara falska men videon fick stor uppmärksamhet och såldes i över 150 000 exemplar. Falwell bidrog också ekonomiskt till organisationen "Citizens for Honest Government", som finansierat filmen.
Falwell fick utstå många förlöjligande glåpord då han menade att Teletubbies-figuren Tinky Winky var en dold homosex-symbol.
Efter terroristattackerna mot World Trade Center gjorde Falwell och Pat Robertson uttalanden som gav homosexuella och abortförespråkare skulden för det inträffade då de ansåg att dessa grupper fått Gud att ta bort sin skyddande hand över USA.

## Död
Falwell hade vistats på sjukhus i flera omgångar 2005. På förmiddagen den 15 maj 2007 hittades han medvetslös i sitt kontor och fördes till sjukhus. Falwell dog strax efter lunch samma dag. Begravningen hölls i Thomas Road Baptist Church den 22 maj. Efter Falwells död tog hans son Jerry Jr över som rektor för Liberty University och Jonathan som pastor för Thomas Road Baptist Church.

## Böcker
- Church Aflame. Impact, 1971.
- Capturing a Town for Christ. Revell, 1973.
- Liberty Bible Commentary on the New Testament. Thomas Nelson, 1978.
- Listen, America! Doubleday, 1980.
- The Fundamentalist Phenomenon. Doubleday, 1981.
- Finding Inner Peace and Strength. Doubleday, 1982.
- Liberty Bible Commentary. Thomas Nelson, 1982.
- When it Hurts Too Much to Cry. Tyndale House, 1984.
- Wisdom for Living. Victor Books, 1984.
- Stepping Out on Faith. Tyndale House, 1984.
- Champions for God. Victor Books, 1985.
- If I Should Die Before I Wake. Thomas Nelson, 1986.
- The Fundamentalist Phenomenon/the Resurgence of Conservative Christianity. Baker Book House, 1986.
- Strength for the Journey. Simon & Schuster, 1987.
- The New American Family. Word, 1992.
- Falwell: An Autobiography. Liberty House, 1997. (spökskriven av Mel White.)[7]
- Fasting Can Change Your Life. Regal, 1998.
- Achieving Your Dreams. World Publishers, 2006.
- Building Churches of Dynamic Faith: A Five-Session Study Guide. World Publishers, 2006.
- Dynamic Faith Journal. World Publishers, 2006.